# سيغروتي

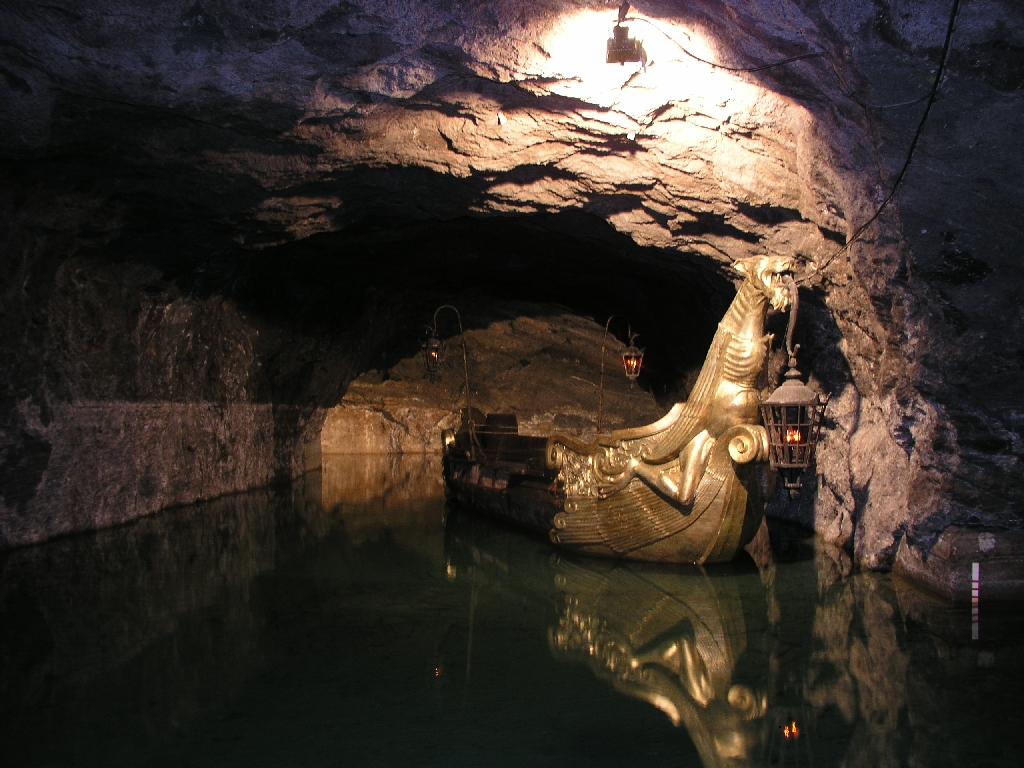
صورة للبحيرة داخل الكهف

سيغروتي هي مجموعة كهوف تحت الأرض تقع في النمسا بالقرب من هينتربرول، استخدم في السابق منجم للجبس.
يشمل اسفل الكهف بحيرة ارتفاعها 60 مترًا تحت سطح الأرض.

## تاريخ

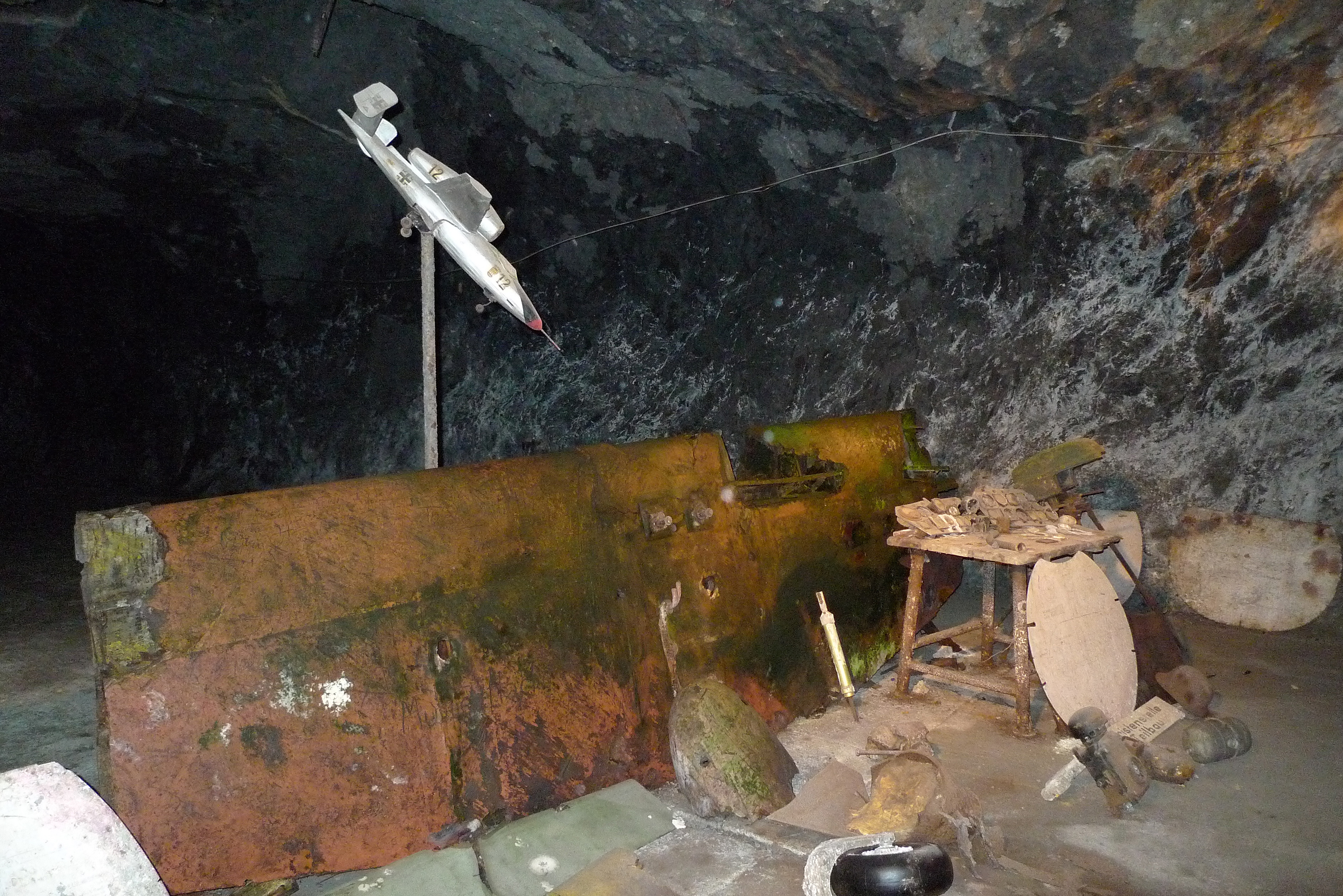
مجسمات تمثل انواع السلاح الذي تم اخفاءه داخل الكهف فترة الحرب العالمية الثانية

تم إغلاقه في عام 1912 بعد ان غمرته المياه ما يعادل 20 مليون لتر. أصبح موقع سياحي بعد سنة 1930، باستثناء فترة الحرب العالمية الثانية. استعمل أدولف هتلر الكهف كمستودع لسلاح في فترة الحرب. في داخل الكهف تستخدم مضخات للحفاظ على منسوب المياه.

## وصلات خارجية
http://www.seegrotte.at/
‌